# Rödhuvad trupial
Rödhuvad trupial (Amblyramphus holosericeus) är en fågel i familjen trupialer inom ordningen tättingar.

## Utseende och läte
Rödhuad trupial är en mycket färgglad fågel med spetsig näbb. Den mestadels svarta kroppen kontrasterar med lysande orangerött på huvud, bröst och ”lår”. Lätet består av en högljudd, fallande vissling, "fee-ee-ee".

## Utbredning och systematik
Rödhuvad trupial förekommer i våtmarker i norra Bolivia, Paraguay, södra Brasilien och norra Argentina. Den placeras som enda art i släktet Amblyramphus. 

## Levnadssätt
Rödhuvad trupial bebor våtmarker med hög och tät växtlighet. Den sjunger ofta från en exponerad sittplats. Utanför häckningstid kan den samlas i flockar om upp till 100 individer.

## Status
Arten har ett stort utbredningsområde och beståndet anses stabilt. Internationella naturvårdsunionen IUCN listar den därför som livskraftig (LC).

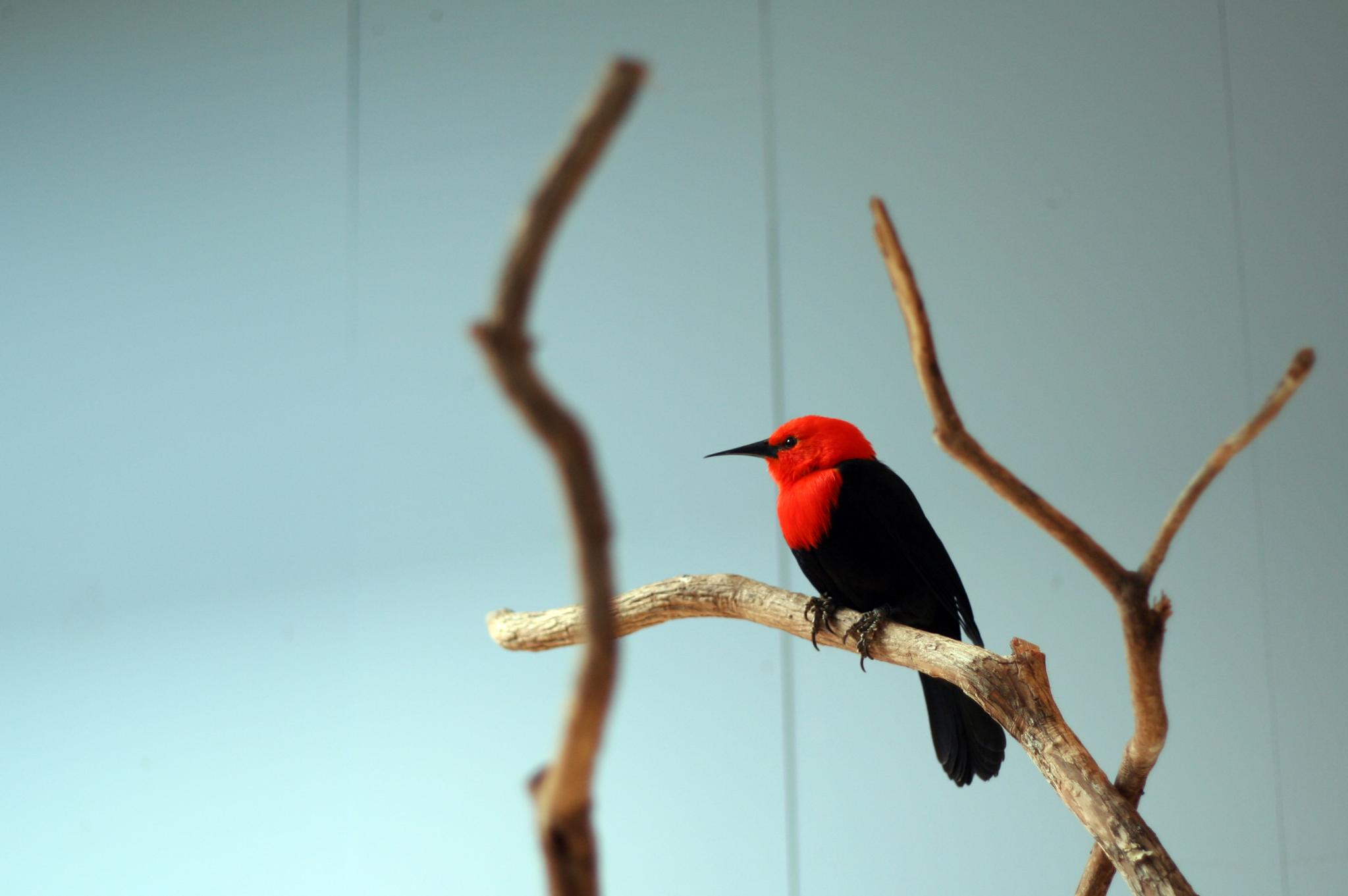
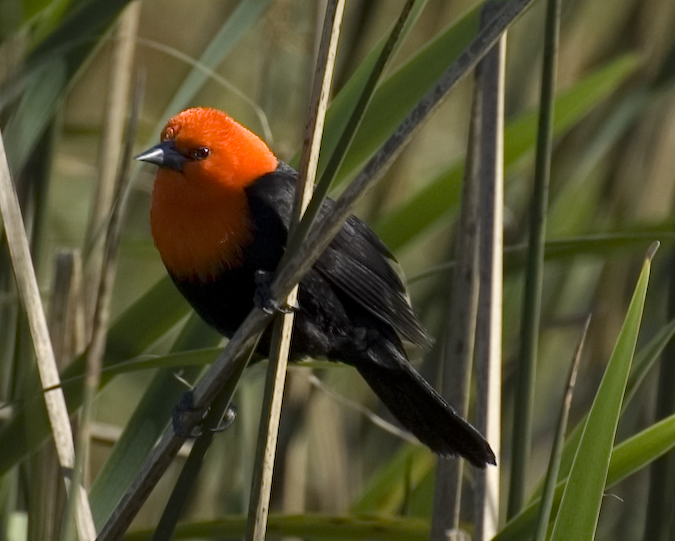
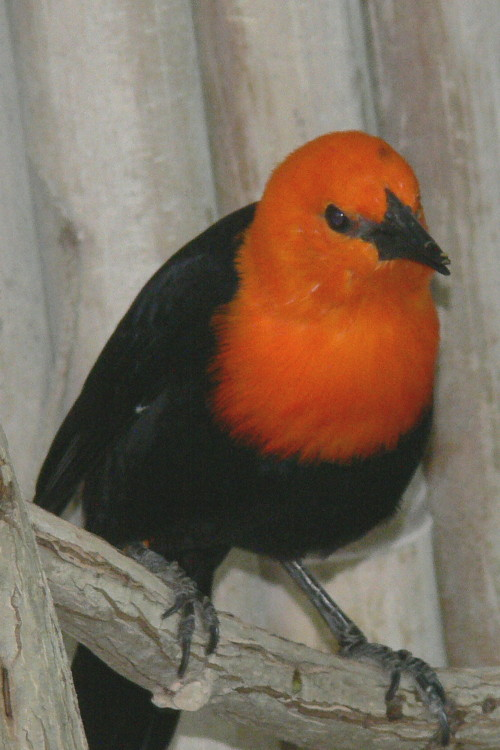